# San Girolamo penitente (Lotto Allentown)
San Girolamo penitente è un dipinto a olio su tela (30,9x32 cm) di Lorenzo Lotto, databile al 1515 e conservato nell'Allentown Art Museum ad Allentown (Pennsylvania). L'opera è firmata sulla roccia vicino al santo e risale al periodo bergamasco del pitrore.

## Storia
(Carlo Ridolfi-1648)
L'opera, che la data colloca all'inizio del periodo bergamasco del pittore, fu commissionata da Domenico Tasso, conte e cavaliere apostolico, per la sua nuova abitazione in Via Pignolo a Bergamo, risulta fosse collocata nella sala dove erano esposte tele raffiguranti santi romiti. L'artista aveva conosciuto a Roma il Tasso durante la sua attività di servizio postale pontificio, e forse fu proprio il Tasso a portarlo a Bergamo dove visse ben tredici anni realizzando molte opere sia di carattere sacro che privato. Nel XVIII secolo gli eredi del Tasso si trovarono in una grave situazione economica che li obbligò a vendere le tele che erano di proprietà della famiglia, probabilmente per questo furono perse le tracce dei lavori dell'artista veneziano per ritrovarli sul mercato antiquario, mentre altri non sono rintracciabili. 
La tela fu acquistata da Samuel H. Kress, che poi la donò al museo della cittadina statunitense nel 1960.

## Descrizione e stile
Lotto dipinse almeno sei versioni del San Girolamo, un santo molto richiesto quale simbolo di sapienza cristiana. È raffigurato in ginocchio davanti al crocifisso in posizione di penitente, mentre sta per colpirsi il petto con la pietra. Vicino a lui si trova l'immancabile leone addomesticato, mentre sulla roccia a destra si trova abbandonata la veste da cardinale.
Il paesaggio si rifà ai modi umbri che Lotto aveva avuto modo di ammirare nel contatto diretto con Raffaello a Roma. La luce sul santo però è forte ed incidente di matrice veneziana influenzata dall'esempio di Dürer. Piccole vignette nello sfondo mostrano scene del cammino spirituale del santo.